# The Dome (Édimbourg)
 (novembre 2020).
The Dome est un bâtiment néo-classique situé sur George Street dans la New Town d'Édimbourg, en Écosse. Il abrite actuellement un bar, un restaurant et une discothèque, bien qu'il ait d'abord été construit comme siège de la Commercial Bank of Scotland en 1847. Le bâtiment a été conçu par David Rhind dans un style gréco-romain. Il se trouve sur le site du Physicians'Hall, les bureaux du Royal College of Physicians d'Edimbourg, qui a été construit au XVIIIe siècle sur les plans de James Craig, le planificateur de la Nouvelle Ville. Le Dôme est un bâtiment classé de catégorie A.

## Salle des Médecins

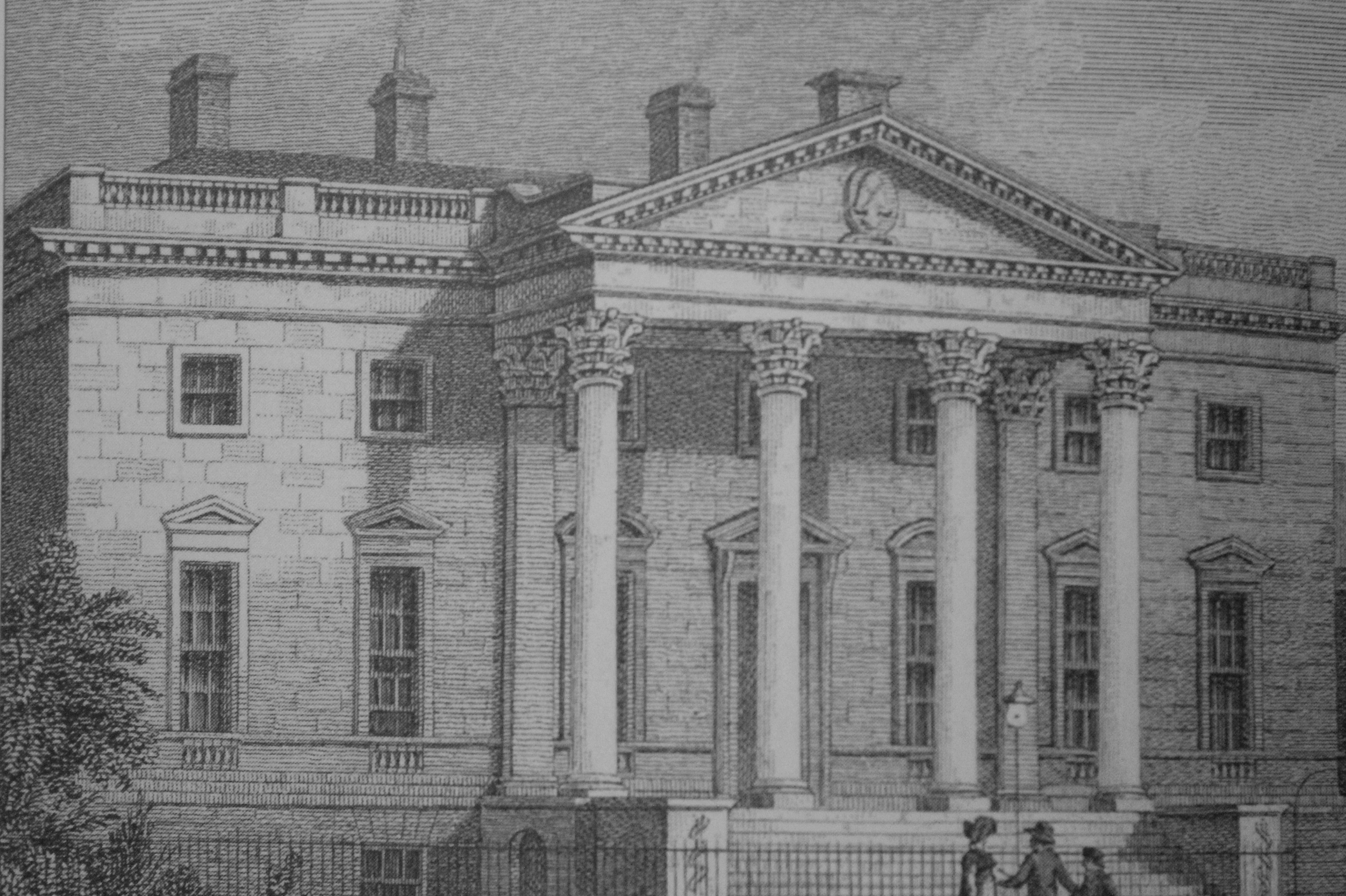
Le Physicians Hall sur George Street à Édimbourg 1780

Le Dôme se dresse sur le site de l'ancien Physician's Hall, par l'architecte James Craig. En tant que gagnant du concours d'urbanisme de la Nouvelle Ville en 1766, il reçut peu de commandes pour des bâtiments individuels dans le cadre de son plan directeur. Cependant, il a conçu la salle des médecins pour le Collège royal des médecins d'Édimbourg. Ce bel édifice a été en grande partie démoli pour créer le bâtiment actuel, mais certaines parties de la façade semblent avoir été réutilisées, notamment les fines colonnes corinthiennes.

## Construction de la banque
David Rhind a construit le nouveau bâtiment de la banque. À la fin des années 1840, se développa cet aspect de l'architecture néoclassique, connu sous le nom de gréco-romain, dont l'influence était la plus forte parmi les banques écossaises.
Rhind a adopté ces idées lorsqu'il a commencé à construire le bâtiment qui s'appelle maintenant le Dôme. « La façade de cette banque, une structure vraiment magnifique, qui a été érigée dans George Street, présente un portique hexastyle corinthien de quatre-vingt-quinze pieds de large, d'une grande beauté générale, et ayant une projection audacieuse mais non intrusive ; les colonnes dont il est composé, au nombre de six, comme l'indique le nom de son style, mesurent trente-cinq pieds de haut, de proportions très gracieuses, avec une intercolumniation heureusement adaptée, et d'élégantes chapiteaux bien relevés et sculptés avec fougue. En d'autres termes, le bâtiment est représentatif de l'ordre dorique et du classicisme grec. Les fenêtres sont cintrées et simples, très similaires à celles conçues par Andrea Palladio dans la Villa Godi. L'architrave avant est tout à fait comparable au temple d'Agrigente.
La sculpture sur le portique est d'Alexander Handyside Ritchie.

## La banque commerciale
En avril 1847, The Scotsman écrivait, " l'architecture riche et massive de la façade "et la décoration intérieure" dans un style qui n'est pas moins que magnifique ". L'intérieur recourt à nouveau à un style classique avec des colonnes et un dôme central. David Rhind a clairement profité de la source de lumière, en construisant le dôme de verre, tout en donnant au bâtiment un attrait plus moderne.

## Aujourd'hui
La Commercial Bank of Scotland, par le biais d'une série de fusions, fait désormais partie de la Royal Bank of Scotland. Cependant, les murs, les fenêtres, les sols et le dôme du bâtiment ont été conservés jusqu'à aujourd'hui.
Bien que l'un des nombreux bâtiments de style néo-grec, The Dome est unique sur George Street avec son fronton étonnant et sa longue histoire.